# جوی مجید
جوی مجید (شوش)، روستایی از توابع بخش مرکزی شهرستان شوش در استان خوزستان ایران است.
نام صحیح روستا ، مجید جوی (شوش) می‌باشد.
در زبان عربی برای شناسایی نام اشخاص ابتدا نام فرزند بعد نام پدر قید میگردد که معمولا ثلاثی یا رباعی است ،البته برای اختصار در محاوری عادی ثنایی (دوتایی) نام فرزند سپس پدر قید می گردد.
مانند ؛   حسین فرزند علی    > حسین بن علی  
یا  حسین العلی.
که در اینجا  ، مجید فرزند جوی صحیح می‌باشد و قاعدتآ بصورت
مجید جوی( در فارسی) 
و مجید الجوی ( در عربی).

## جمعیت
این روستا در دهستان حسین‌آباد (شوش) قرار دارد و براساس سرشماری مرکز آمار ایران در سال ۱۳۸۵، جمعیت آن ۱٬۲۸۴ نفر (۱۶۳خانوار) بوده‌است.